# Faculté de droit de l'Université de Sherbrooke
 (février 2018).
La faculté de droit de l'Université de Sherbrooke compte près de 1300 étudiants. 

## Histoire
La faculté de droit de l'Université de Sherbrooke a été fondé en 1954 par Albert Leblanc. 

### Doyens
- Albert Leblanc (17 mai 1954 - 6 juillet 1964)
- Richard Crépeau (7 juillet 1964 au 30 septembre 1968)
- Marcel Guy (1er octobre 1968 au 31 mai 1971)
- Jacques J. Anctil (1er juin 1971 au 31 décembre 1971)
- Jean Melanson (1er janvier 1972 au 31 mai 1979)
- Jacques J. Anctil (1er juin 1979 au 30 juin 1982)
- Jean-Marie Lavoie (1er juillet 1982 au 30 juin 1986)
- Pierre Blache (1er juillet 1986 au 30 juin 1990)
- Normand Ratti (1er juillet 1990 au 30 juin 1996)
- Jean-Guy Bergeron (1er juillet 1996 au 30 juin 2000)
- Louis Marquis (1er juillet 2000 au 30 juin 2004)
- Daniel Proulx (1er juillet 2004 au 30 juin 2011)
- Sébastien Lebel-Grenier (Depuis le 1er juillet 2011)
- Geneviève Cartier (1er juillet 2019 au 31 décembre 2019)
- Louis Marquis (1er janvier 2020 au 31 décembre 2023)
- Marie-Pierre Robert (en poste le 1er janvier 2024 - )[1].

## Organisations étudiantes

### Association générale des étudiants en droit (AGED)
L’Association générale des étudiants en droit, (AGED) est l'organe chargé de la représentation des étudiants au sein de la faculté. Elle s'occupe non seulement d'assurer une communication entre les étudiants et le corps professoral, mais aussi d'organiser des évènements à caractère social tout au long de l'année scolaire.

## Organes médiatiques

### Revue d'arbitrage et de médiation
La Revue d'arbitrage et de médiation est une anthologie de textes juridiques qui a comme vocation l'étude et la transmission d'informations sur les modes de prévention et de règlement des différends (PRD).

## Personnalités liées à l'Université

### Diplômés
- Jean Charest, Premier ministre du Québec[3];
- Monique Gagnon-Tremblay, Vice-Première ministre du Québec[4];
- Simon Jolin-Barrette, Ministre de la Justice, Ministre québécois de l'Immigration, de la Francisation et de l'Intégration[5];
- Marie-Claude Blais, Ministre de la Justice[6];
- Nathalie Roy, Ministre de la Culture et des Communications[7];
- Laurent Lessard, Ministre de l'Agriculture, des Pêcheries et de l'Alimentation[8];
- Roger Lefebvre, Ministre de la Justice[9];
- Michel Clair, Ministre des Transports[10];
- Christian Paradis, Ministre du Développement international Ministre de la Francophonie[11];
- Raynald Fréchette, Ministre de la Justice[12];
- Claude Carignan, Sénateur[13];
- André Bachand, Ambassadeur auprès de l’UNESCO[14];
- Paul-Matthieu Grondin, Bâtonnier du Québec[15];
- Marianick Tremblay, Ambassadrice auprès de la République de l'Équateur[16];
- Diane Lemieux, Ministre d'État au Travail et à l'Emploi[17];
- Yvon Pinard, Leader en Chambre du Parti libéral du Canada[18];

### Magistrature
- Marc Nadon, Juge de la Cour d'appel fédérale du Canada[19];

- Michel Beaupré, Juge de la Cour d'appel du Québec[20];
- Marie-Josée Hogue, Juge de la Cour d'appel du Québec[21];
- Lucie Rondeau, Juge en chef de la Cour du Québec[22];
- Katheryne Desfossés, Juge puînée à la Cour supérieure du Québec[23];
- Tiziana Di Donato, Juge puînée à la Cour supérieure du Québec[24];
- Myriam Lachance, Juge de la Cour supérieure du Québec[25];
- Gérard Dugré, Juge de la Cour supérieure du Québec;
- Louis Dionne, Juge de la Cour supérieure du Québec;
- France Bergeron, Juge de la Cour supérieure du Québec;
- Nicole M. Gibeau, Juge de la Cour supérieure du Québec;
- Yves Poirier, Juge de la Cour supérieure du Québec;
- Daniel Beaulieu, Juge de la Cour supérieure du Québec;
- Line Bachand, Juge de la Cour du Québec;
- Hélène Fabi, Juge de la Cour du Québec;
- Louise Leduc, Juge de la Cour du Québec;
- Marie-Claude Bélanger, Juge de la Cour du Québec;
- Fannie Côtés, Juge de la Cour du Québec;
- Denis Paradis, Juge de la Cour du Québec;
- Sylvain Lépine, Juge de la Cour du Québec;
- Claire Desgens, Juge de la Cour du Québec;
- Éric Downs, Juge de la Cour du Québec;
- Michel Boudreault, Juge de la Cour du Québec;
- Scott Hughes, Juge de la Cour du Québec;
- Madeleine Aubé, Juge de la Cour du Québec;
- Julie Beauchesne, Juge de la Cour du Québec;
- Marie-Suzanne Lauzon, Juge de la Cour du Québec;
- Louis Marquis, Juge de la Cour supérieure du Québec;

### Professeurs renommés
- Robert P. Kouri
- Hervé Cassan
- Daniel Turp (Diplômé)